# ملعب الصداقة شحات
ملعب الصداقة شحات (بالإنجليزية: Alsadaqa shahat stadium) ويسمى كذلك ملعب شحات، هو ملعب كرة قدم يقع في مدينة شحات شرق ليبيا، تأسس عام 1978م، وهو الملعب الرئيسي لنادي الدرجة الممتازة الصداقة.

## الافتتاح
افتتح الملعب في العام 1978م بمباراة جمعت نادي الصداقة الرياضي مع نادي الإفريقي إنتهت بفوز نادي الإفريقي بثلاثة مقابل هدف.
وتقام في الملعب مباريات نادي الصداقة الرياضي في الدوري الليبي الممتاز.